# Fred Sullivan
Frederic “Fred” Sullivan (Londres, 25 de diciembre de 1837–Fulham, 18 de enero de 1877) fue un actor y cantante inglés recordado por su interpretación del juez erudito en la opereta “Trial by Jury” de Gilbert y Sullivan en 1875, creando así un modelo para papeles cómicos en la Ópera del Saboy en obras compuestas por su hermano Arthur Sullivan.

## Biografía
Nacido en una familia de músicos, estudió arquitectura y dibujo técnico, pero en 1870 abandonó su carrera como arquitecto para dedicarse al escenario. 
En 1871 apareció por primera vez en un escenario como Mr. Cox en un nuevo estreno de la primera opereta cómica de su hermano, “Cox and Box”, y más tarde, ese mismo año, interpretó el papel de Apolo en la primera opereta “Thespis”  de Gilbert y Sullivan. Posteriormente recaló en el Gaiety Theatre y apareció en varias operetas de Jacques Offenbach. En 1874 realizó una gira por toda Inglaterra. 
A principios de 1876, su salud comenzó a deteriorarse y se vio obligado a dejar de actuar en octubre de 1876. Falleció por complicaciones hepáticas derivadas de tuberculosis, dejando una esposa embarazada y siete hijos pequeños. Después de la muerte de Fred, Arthur Sullivan se convirtió en el tutor de los niños y legó la mayor parte de su fortuna a los hijos de Fred.